# Tarzan (2003)
Tarzan was een Amerikaanse televisieserie ontworpen door Eric Kripke en uitgezonden op The WB in 2003. De serie is een moderne aanpassing van het personage Tarzan van Edgar Rice Burroughs en speelt zich af in New York. Na 8 afleveringen werd Tarzan geannuleerd wegens te lage kijkcijfers.

## Verhaal
Het alledaagse leven van detective Jane Porter wordt ontregeld wanneer een routinezaak haar onverwacht leidt naar John Clayton, beter bekend als Tarzan. Nadat hij gedurende 20 jaar gestorven leek, wordt hij teruggevonden door zijn oom, de miljardiar Richard Clayton, directeur van de machtige Greystone Industries in de jungle van Afrika. Tarzan werd tegen zijn wil opgesloten in het huis van zijn oom, maar kan ontsnappen en sluipt door New York om andere mensen in nood te helpen. Meteen nadat hij Jane ontmoet, volgt hij haar in de misdaadscènes en helpt haar met het oplossen van de politiezaken.

## Rolverdeling
- Travis Fimmel - John Clayton/Tarzan
- Sarah Wayne Callies - Jane Porter
- Miguel A. Núñez jr. - Sam Sullivan
- Mitch Pileggi - Richard Clayton
- Lucy Lawless - Kathleen Clayton
- Douglas O'Keeffe - Patrick Nash
- Leighton Meester - Nicki Porter
- Fulvio Cecere - Gene Taylor
- Joe Grifasi - Scott Connor
- Tim Guinee - Donald Ingram

## Afleveringen
| Nr. | Titel aflevering         | Uitzenddatum VS  |
| --- | ------------------------ | ---------------- |
| 1   | Pilot                    | 5 oktober 2003   |
| 2   | Secrets and Lies         | 12 oktober 2003  |
| 3   | Wages of Sin             | 19 oktober 2003  |
| 4   | Rules of Engagement      | 26 oktober 2003  |
| 5   | Emotional Rescue         | 2 november 2003  |
| 6   | Surrender                | 9 november 2003  |
| 7   | For Love of Country      | 16 november 2003 |
| 8   | The End of the Beginning | 23 november 2003 |